# إي. لوكهارت
إي. لوكهارت (بالإنجليزية: E. Lockhart)‏ هي كاتِبة وكاتبة للأطفال أمريكية، ولدت في 13 سبتمبر 1967 في نيويورك في الولايات المتحدة.

## وصلات خارجية
- الموقع الرسمي